# Mesoleptus petiolaris
Mesoleptus petiolaris är en stekelart som först beskrevs av Thomson 1884.  Mesoleptus petiolaris ingår i släktet Mesoleptus och familjen brokparasitsteklar. Arten är reproducerande i Sverige. Inga underarter finns listade i Catalogue of Life.